# Saint-Estèphe, Dordogne
Saint-Estèphe là một xã, nằm ở tỉnh Dordogne vùng Aquitaine của Pháp. Xã này có diện tích 21,37 kilômét vuông, dân số năm 2005 là 590 người. Xã nằm ở khu vực có độ cao trung bình 240 m trên mực nước biển.

## Hành chính
| Danh sách các xã trưởng                |             |                |                  |               |
| Giai đoạn                              | Giai đoạn   | Tên            | Đảng             | Tư cách       |
| 1965                                   | 2002        | René Dutin     | PCF              | Tổng hội đồng |
| 2002                                   | đương nhiệm | Marc Veyssière | không chính thức | hưu trí       |
| Tất cả các dữ liệu trước đây không rõ. |             |                |                  |               |

## Thông tin nhân khẩu
| Năm    | 1962 | 1968 | 1975 | 1982 | 1990 | 1999 | 2005 |
| ------ | ---- | ---- | ---- | ---- | ---- | ---- | ---- |
| Dân số | 745  | 643  | 621  | 612  | 604  | 619  | 590  |